# Combateremos a Sombra
Combateremos a Sombra é um romance da escritora portuguesa Lídia Jorge que foi publicado em 2007 pelas Publicações Dom Quixote.
A acção decorre principalmente em Lisboa, tendo início precisamente no último dia de 2000, ou seja, na passagem do segundo para o terceiro milénio d.C., e no ano seguinte. A noite da passagem do Milénio irá mudar a vida de Osvaldo Campos, psicanalista, que se define como um simples decifrador de histórias. À volta dele, a realidade começa a mudar, tal como as histórias que os pacientes dele lhe contam no silêncio do seu gabinete. Naquela noite ele separa-se da esposa, vai ter um encontro ainda que fortuito com outra mulher, e a sua "paciente magnífica", a "visita da noite", prepara-se para lhe revelar um segredo que o colocará perante de uma realidade clandestina com repercussões incalculáveis.
Romance perturbador que mergulha o leitor na vida interior do psicanalista Osvaldo que se vê confrontado com uma trama que na sombra o ultrapassa. A romancista, que sempre nos mostrou que não há nada mais real que o onírico e nada mais fantástico que o real, revela essa tensão psicológica que se avoluma. O título não é uma incitação à luta contra as sombras da sociedade moderna, mas a constatação da ironia da dificuldade de atingir os perpetradores do mal e de apenas se poder combater a sua sombra. Os crimes subjacentes a este romance são um dos elementos do grande embuste que perpassa pelas nossas sociedades a que o psicanalista chega com a interpretação dos sonhos de uma paciente. É um romance sobre o risco de viver para as pessoas comuns em face do mundo totalitário que a modernidade está a criar.

## Título
Em Cadernos de Lanzarote II, José Saramago descrevendo uma ida a Praga dá conta que Lídia Jorge estava a escrever um romance cujo título era O Homem do Poente. Saramago e a comitiva, considerando-o fraco (sic), pediram-lhe outro título, a que a autora, inicialmente hesitante, referiu que pensara em Combateremos a Sombra, mas que o tinha posto de parte. Passados treze anos, surgiu ao público com todas as honras que merecem as grandes obras.
O titulo do livro evoca um episódio narrado pelo historiador Heródoto (século V a.C.). O imperador persa Xerxes I, à frente de um exército de cerca de 250 000 soldados, invadiu a Grécia por volta de 480 a.C., deparando-se nas Termópilas com um exército de 7 000 gregos e de 300 espartanos sob o comando de Leónidas I. Face à desproporção de forças, Xerxes enviou um mensageiro aos gregos exigindo a sua rendição, avisando que os arqueiros persas eram tantos que ao dispararem as suas flechas tapariam o Sol deixando tudo na sombra. A exiguidade de meios não demoveu Leónidas que respondeu que os persas poderiam iniciar o combate que os espartanos combateriam à sombra. Talvez a Autora de Combateremos a Sombra quisesse emular simbolicamente o personagem principal, Osvaldo Campos, com a figura de Leónidas, pelo seu destemor, a sua audácia e a sua intrepidez.

## Resumo
Ao longo de três meses, Osvaldo Campos, psicanalista, professor universitário, cidadão atípico, emotivo, solidário e experimental, algo instável, em luta constante contra o tempo, rico de palavras e silêncios, vai confrontando o mundo sombreado dos seus pacientes, ao mesmo tempo que se debate com êxito com a sua ruptura conjugal.
Com laivos de texto kafkiano, é-nos revelado o universo dos pacientes de Osvaldo. Como se fora um diário, o narrador vai fornecendo, espaçadamente, dados que permitem compreender a vida de cada uma das personagens. A realidade contamina a ficção. À medida que a história avança, qual thriller, diminui a ambiguidade e aumenta o entendimento.
No consultório, que se transforma depois em local de habitação, Osvaldo tem o apoio crítico da secretária Ana Fausta. Os pacientes são de índole variada, alguns pagantes, muitos a título gracioso: o jornalista Elísio Passos; o general Ortiz; o jardineiro Lázaro Catembe, e Maria London, a sua "paciente magnífica", a que lhe permite pôr à prova toda a sua capacidade médica, e equilibrar as finanças.
Num mundo em declínio, de muitos a viverem na sombra, carentes de meios, tentando sarar feridas de há muito herdadas, buscam na psicanálise a ajuda de que necessitam. Um texto retratando a contemporaneidade, onde a utopia é uma das características de um médico que não regateia preços, que com generosidade trata todos, os que podem e os que não podem pagar.
Maria London, a paciente preferida, é a que lhe ocupa mais tempo e a que lhe dá mais preocupação. Os seus elaborados sonhos envolvem um enigma que o psicanalista é levado a decifrar, completando o que não é dito, descodificando o que fica por dizer e o que é feito, nem que para isso, contrariando as regras médicas, tente comprovar o que é feito, certificar o que é afirmado. Mas é no silêncio, na introspecção e na reflexão que Osvaldo descodifica os sonhos da sua paciente. Maria London, qual Ariadne, irá enlear o psicanalista numa teia que pretende aclarar.
O mistério, o dinheiro que perverte e suja entram na vida de Osvaldo Campos que há muito deixou de ser um homem só. A literatura policial a irromper num texto que se adivinhava, unicamente, de costumes. A surpresa a enriquecer e a inovar o romance em língua portuguesa.
Rossiana, a que apareceu na escuridão, de vida sofrida, que está escondida num apartamento no prédio do consultório, entra na vida de Osvaldo, sendo na Casa da Praia, a sul de Lisboa, que se dará o encontro adiado. Vítima de uma teia que Osvaldo tenta deslindar, verá nele o refúgio e o alento de um homem que augura um futuro que dificilmente alcançarão.

## Apreciação crítica
Para João Cabrita, Combateremos a Sombra é um livro novo, do nosso tempo, com uma história do que acontece no nosso quotidiano. Começa por fazer apelo à memória, para depois ir desenvolvendo uma trama que nos vai preocupando e está dentro da nossa vivência.
Prossegue João Cabrita, que o personagem principal quer descodificar a teia que o envolve, pretende ir mais além da cura da paciente, mas quem se movimenta na sombra é mais forte, o embuste, a desonra, a impunidade campeiam e dominam. O personagem principal é movido pela disposição de bem fazer, com alguma ingenuidade e romantismo, mas soçobra ao melhorar a existência difícil de Rossiana, numa relação onde o amor vence as distâncias.
Para Gabriela Silva, a escolha de um protagonista psicanalista é justamente o que torna o romance de Lídia Jorge tão complexo e tão profundo. O silêncio é o espaço em que se ocultam as palavras e segredos não ditos, mas rastreados nas falas e sonhos dos seus pacientes. Nas leituras de cada paciente estão os dramas e as necessidades de muitos indivíduos portugueses. A autora traça, como não poderia deixar de fazê-lo, o mapeamento de diversos comportamentos identificados no quotidiano português. A violência e o medo ocultos em uma realidade. Desvelados e identificados, esses dramas tomam os capítulos de Combateremos a Sombra.
Para Cândido Martins, o romance de Lídia Jorge proporciona uma reflexão sobre a dialéctica entre a escrita (ou a voz) e o silêncio contra a hipercultura da pressa e do ruído, típica de uma acelerada “cultura da comunicação”. No passado, como no presente, a literatura sempre se constituiu como uma forma ímpar e indispensável de dizer o indizível e de expressar o silêncio; e até de decifrar os silêncios legalizados pelas sociedades democráticas. Por outras palavras, a abordagem do tema em questão pressupõe o questionamento do tema da linguagem e da in-comunicabilidade – entre outros tópicos –, pois a palavra é, e sempre foi, uma forma de poder, com mais ou menos constrangimentos.
Prossegue Cândido Martins equacionando se, num mundo doente de várias patologias, pode a verbalização, por exemplo, através da psicanálise, constituir uma forma de libertação terapêutica? No plano individual e colectivo, o conhecimento do mundo, a autognose e a própria busca de sentido para a existência humana são indissociáveis da palavra, da linguagem e da narrativa. Mesmo salvaguardando certos mistérios indecifráveis da mente humana; ou os excessos entre o mutismo e a verbosidade.
Conclui Cândido Martins que, como nos adverte Boaventura Sousa Santos, o retorno ao interior do ser humano, à redescoberta do indivíduo e à centralidade do mundo interior, pode ser visto como um dos traços da sociedade pós-moderna. Aliás, não será por acaso que certa narrativa literária actual volta a explorar diversos meandros do mundo labiríntico da psicologia humana. Por vezes, fá-lo com grande realismo e redescobrindo com isso dimensões trágicas da existência humana. Mas essa é uma das potencialidades da palavra literária – iluminar as sombras e o obscuro, problematizar a verdade, saber quanto pesa a alma, combater a inevitabilidade do silenciamento.
Para Isabel Cristina Rodrigues, logo no início do romance, a exposição do caso de Lázaro Catembe constitue uma súmula de toda a narrativa, propondo-se a autora investir em algo mais do que a ficção específica do romance, tal como o protagonista, Osvaldo Campos, procura esclarecer para os seus pacientes não apenas a treva momentânea em que se encontram, mas a origem dessa cegueira que os atinge: «O seu trabalho dirigia-se à origem daquela cegueira e não à circunstância precisa em que o paciente tropeçava na zona da treva. A sua função não se exercia na área dos sintomas concretos, dirigia-se ao fundo das suas causas para promover a rebelião contra elas» (p. 20).
Isabel Cristina Rodrigues refere também que a visita que Osvaldo Campos recebe na noite do milénio, e a metáfora de Elísio Passos de uma bizarra cesta de ovos envenenados («talvez o senhor não saiba que Salazar tinha um galinheiro em São Bento…», p. 37), consubstancia um gesto psicanalítico que a Autora dirige à alma portuguesa, como que a pesá-la ao mesmo tempo que a reclina no divã, juntamente com os outros pacientes do psicanalista. O Portugal de Combateremos a Sombra é um país desencantado, com pontes em queda e gentes desesperançadas, um país da desonra e do embuste, da impunidade e do silêncio.
Isabel Cristina Rodrigues refere ainda que sendo as referências aos fundamentos e processos da psicanálise relativamente escassas, Combateremos a Sombra possibilita uma reflexão sobre o que poderemos chamar o poder e os constrangimentos da palavra, na sua capacidade de análise – a fala, o silêncio, o silenciamento e o vazio ocasional da voz, de que é exemplo o discurso oco do "sábio" Silvestre Conde (p. 355-366). Esta reflexão parte de um artigo científico que Osvaldo Campos termina na marcante noite da passagem do milénio, noite da ruptura com a mulher e da estranha visita de Elísio Passos, com o seu delírio de ovos envenenados. Com o título Quanto pesa uma alma? Responde um Prático, o artigo reduz o peso da alma humana à fala que ela produz, estabelecendo um curioso paralelo entre a dizibilidade do espírito e o peso que ele comporta: «a alma pesa o peso do Universo e o peso da sua ausência. A leveza da sua alegria e o peso da sua dor. Pesa o que pesa a consciência de si, quando se narra. […] A alma é uma narrativa acumulada, enquanto se possui uma língua que a fala» (p. 27).
Ainda para Isabel Cristina Rodrigues, Combateremos a Sombra discorre também sobre as virtualidades terapêuticas da fala, aplicando a metáfora do bisturi («a fala como sonda. Fazer da fala um bisturi e ir lá», p. 445), sendo ainda um romance sobre o silêncio que se impõe sobre algumas destas almas: a de Maria London, disfarçando a sua denúncia através da fantasia, e a de Osvaldo Campos que mais tarde decidiu transformar a sua habitual actividade de ouvir num explícito discurso da denúncia.
Conclui Isabel Cristina Rodrigues que Lídia Jorge atinge com este romance um extraordinário «TUDO O QUE VOA», isto é, «consegue trazer o que está no interior das coisas para fora das coisas» (p. 294), utilizando palavras em vez de imagens fotográficas, sendo a própria autora fiel aos ensinamentos de uma personagem: «para que se perceba que voa, tem de ter à mostra o local de onde parte. […] Daqui de onde estamos, todos vemos como a vizinha tem um vaso com uma azálea à janela. Se só fotografarem a azálea, é uma merda de usar em todos os lugares, até numa estufa de flores, não vale a pena. Mas se a azálea tiver junto dela o cortinado puído da janela da vizinha, a azálea voa, a azálea diz – Porra, eu sou a harmonia no meio das coisas rotas e puídas, eu voo» (p. 288). E o romance de Lídia Jorge deixa bem explícito o lugar de onde parte para o voo da ficção, parte de um país doente do seu próprio veneno, puído como a cortina da vizinha e onde pontua, no aqui e ali de certas almas (Osvaldo, Rossiana), o balançar colorido de uma azálea.

## Prémio Charles Brisset 2008
Combateremos a Sombra foi distinguido com o Prémio Charles Brisset 2008 atribuído pela Associação Francesa de Psiquiatria, tendo sido o primeiro romance português a receber este prémio, que tem sido atribuído desde 1987 e que distingue obras que, pela sua qualidade, "evocam e aprofundam a problemática humana e que respeitem a verdade dessa problemática". O Prémio tem o nome do médico psiquiatra Charles Brisset que foi o fundador da Associação Francesa de Psiquiatria.
Para o jornal Público, Lídia Jorge considerou ter sido uma surpresa enorme o recebimento do Prémio e que lhe "agradou bastante a distinção porque concilia méritos literários com exactidão médica, o que foi positivo, pois estava com receio de ter elementos pouco exactos em termos médicos no livro". Ainda para a Autora, este prémio é atribuído a "quem através da literatura consiga penetrar nos sentidos humanos" e que não escreveu "propriamente sobre uma doença do foro mental", mas que reconheceu que "mergulhou muito" no seu interior, além de ter observado o "silenciamento feroz de elementos exteriores". Referiu ainda que "Vivemos tempos de grande solidão e é curioso que em França, ao contrário de Portugal, tenham descrito o livro como uma metáfora contemporânea das sociedades modernas".
Na edição francesa, pelas Éditions Métailié, o romance foi publicado com o título Nous Combattrons l'Ombre.